# Selb
Selb est une grande ville d’arrondissement de Wunsiedel im Fichtelgebirge (District : Haute-Franconie) en Bavière située à quelques kilomètres de la frontière tchèque. Elle dépend de la microrégion (de) transfrontalière Amis en plein cœur de l’Europe (de).  Selb est connue comme « ville de la porcelaine » et s’inscrit dans la Route de la Porcelaine (de). Au sein du programme de développement du land elle est nommée métropole régionale (de) avec sa ville voisine tchèque Aš.

## Histoire

### Jusqu’auXIXesiècle
Des colons bavarois arrivent pendant le XIIe siècle dans la région autour de Selb. Une famille noble, qui s’appelait « de Selewen » est démontrée depuis 1135. Selb est citée pour la première fois en 1281 quand l'empereur Frédéric II l’a gagé, conjointement avec Aš, à Henri II de Plauen (de) et le roi romain-germanique Rodolphe Ier de Habsbourg en a fait délivrer un certificat. C’est en 1357 que Selb est transférée au lignage de « Forster » qui administre la forêt impériale à proximité d’Egra. Selb est vendue en 1412 au Burgraviat de Nuremberg. En 1437, les burgraves créent le « land de six offices » (en allemand : Sechsämterland (de)) ainsi nommée dû aux tâches administratives régionalisées sur six villes dont une est Selb. Margrave Frédéric I de Bayreuth-Brandebourg confère au ville un premier droit urbain en 1426. Selb reste centre de forêt margravine et domaine de chasse préférée des princes locaux. La ramure de cerf dans les armes de la ville rappelle l’histoire cynégétique de la ville. Pendant la XVIe siècle, il y avait une léproserie « devant la porte d’Erkersreuth » dit « maladrerie ». 
À la suite de plusieurs changements de possesseur et destructions belliqueuse pendant les siècles suivantes, Selb revêtit une importance comme site minier en combinaison avec des usines de marteau et métal en fusion jusque tard au XIIXe siècle. Les fabriques de marteau majeures (Wenden-, Kaiser-, Hendel- et Schwarzenhammer (de)) utilisaient l’énergie hydraulique de l’Ohře et l'exploitation minière se déroulait dans la carrière de la Häusellohe (de) (carrière d’exposition actuelle). La gisement de granit à grain très fin, qui n’inclut aucune addition de fer, était exploitée pendant la deuxième moitié du XIXe siècle principalement pour la production des meules, ainsi que des rouleaux techniques pour l’industrie de la porcelaine. 
Pendant la  XIIXe siècle, Selb était une ville des artisans avec une population de 1500 environ et des corps de menuisiers, meuniers, charpentiers, tanneurs, cordonniers et tisseurs. En 1709, Georg Jäger érigeait une fabrique de papier qui était la première exploitation industrielle de ville et importait pour l’imprimerie locale jusqu’aux années 1970.

## Économie et infrastructure
Selb est une centre de l’industrie de la porcelaine en Allemagne qui s’est développé là à partir de 1857 en vertu des petits gisements du kaolin. Les entreprises locales fabriquaient au zénith presque la moitié de la production allemande. Par ailleurs, il y a quelques sociétés industrielles.

### Entreprises établies
- Rosenthal avec la marque Hutschenreuther (Porcelaine)
- BHS Tabletop (de) (Porcelaine)
- Linseis Messgeräte (Production d'ustensiles, enregistrement des données)
- Vishay (de) (Technologie)
- Netzsch (de) (Construction de machines, d'appareils et d'ustensiles)
- Rausch und Pausch (de) (Équipementier automobile)
- TRW Engineered Fasteners & Components (Équipementier automobile)
- Kyocera Fineceramics Precision (Céramique)
- Playmobil (Plastique et jouet)
- Textilveredlung Drechsel (Ennoblissement textile)
- Andres (Publicité)
- Bohemia Cristal (Verre et porcelaine)
- Andritz Separation (Technique de filtration)
- Grießhammer Werkzeug- und Formenbau (Métallurgie)
- Dressel (Plasturgie)
- BKW Kunststoff (Plastique)
- Energieversorgung Selb-Marktredwitz (Fournisseurs d'énergie)
- ML - Infrasysteme (Fournisseur de services spéciaux autour la construction de routes et d’aéroports)
- Kirschneck Folien (Producteur de feuilles)
- SI-KA-TEC (Fournisseur de solutions de revêtements de silicone pour textile technique)
- BVS Busverkehr Selb (Entreprise de transport)

## Personnalités liées à Selb

### Citoyens d'honneur
- Lorenz Hutschenreuther (de) (1817-1886), Fabricant de porcelaine et fondateur de Lorenz Hutschenreuther AG
- Viktor Hutschenreuther, Fabricant de porcelaine, fils de Lorenz Hutschenreuther
- Wilhelm Baumann
- Philipp Rosenthal (1855-1937), Fondateur de Rosenthal GmbH et designer
- Christian Povenz
- Franz Bogner (de) (1875-1956), Médecin et maire
- Carl Wilhelm Netzsch
- Philip Rosenthal (Industriel allemand) (de) (1916-2001), Industriel et politicien, fils de Philipp Rosenthal
- Roland Dorschner, Homme d'affaires
- Jürgen Warnke (1932–2013), Double ministre fédéral

### Natifs célèbres
- Helmut Drexler (de) (1927–2016), Peintre sur porcelaine et designer
- Herbert Güthlein (de) (1935–2018), Politicien
- Helmut Baumgärtel (de) (* 1936), Chimiste
- Jürgen G. Heinrich (de) (* 1949), Ingénieur
- Gerald Paul (* 1949), PDG de Vishay
- Richard Rogler (de) (* 1949), Humoriste
- Gerhard Schmid (Entrepreneur allemand) (de) (* 1952), Entrepreneuer et fondateur de Mobilcom et Freenet
- Siegfried Hausner (1952–1975), Membre de la fraction armée rouge
- Kalle Schwensen (de) (* 1953), Entrepreneur et people du milieu hambourgeois
- Anja Tuckermann (de) (* 1961), Auteur et journaliste

## Jumelages
- Pardubice (Tchéquie), depuis octobre 1991[6]
- Beaucouzé (France), depuis 25 mai 2001[7]